# هنوز ایستاده (ترانه رومن لوب)
هنوز ایستاده (انگلیسی: Standing Still) نام یک ترانه از خواننده آلمانی رومان لوب است که در مسابقه آواز یوروویژن ۲۰۱۲ آلمان را نمایندگی می‌کرد و با ۱۱۰ امتیاز هشتم شد. این ترانه در چارت آلمان به رتبه سه رسید.